# Trymalium daphnifolium
Trymalium daphnifolium är en brakvedsväxtart som beskrevs av Reiss.. Trymalium daphnifolium ingår i släktet Trymalium och familjen brakvedsväxter. Inga underarter finns listade i Catalogue of Life.